# Tunnel d'Eysturoy
Le tunnel d'Eysturoy, Eysturoyartunnilin (précédemment connu sous le nom du Skálafjarðartunnilin) est un grand projet d'infrastructure qui relie l'île de Streymoy à l'île d'Eysturoy sous le fjord du Tangafjørður dans les Îles Féroé. Le tunnel routier sous-marin traverse également la partie sud du fjord de Skálafjørður pour relier les villes de Runavík et Strendur situées de chaque côté de la baie. Au total, les trois branches de ce tunnel sous-marin font 11,24 kilomètres de long et elles se réunissent dans un rond-point sous-marin. Les coûts de construction sont estimés à environ 1 milliard de couronnes féroïennes. Le forage a débuté le 21 février 2017, et le tunnel a été inauguré le 19 décembre 2020,. 

## Construction
Le 8 novembre 2016, la construction du tunnel (ainsi que de celui de Sandoy) a été confiée à l'entreprise scandinave de travaux CCN.
La construction des routes menant aux entrées des tunnels a commencé en 2016, près du village de Hvítanes (nord-est de Tórshavn), et dans le village de Strendur sur Eysturoy. Dans ce village, le rond-point d'accès a été créé en remblai dans le fjord,.

Le forage des tunnels a commencé le 21 février côté Strendur et le 27 avril 2017 côté Hvítanes. L'équipe Strendur a atteint le site du rond-point sous-marin le 4 décembre 2017. Le 11 juin 2018, la moitié du projet a été atteinte avec 5 674 mètres forés sur les 11 250 nécessaires. Le gros œuvre est terminé en juin 2019 et l'ouverture à la circulation a eu lieu en décembre 2020.

## Plan

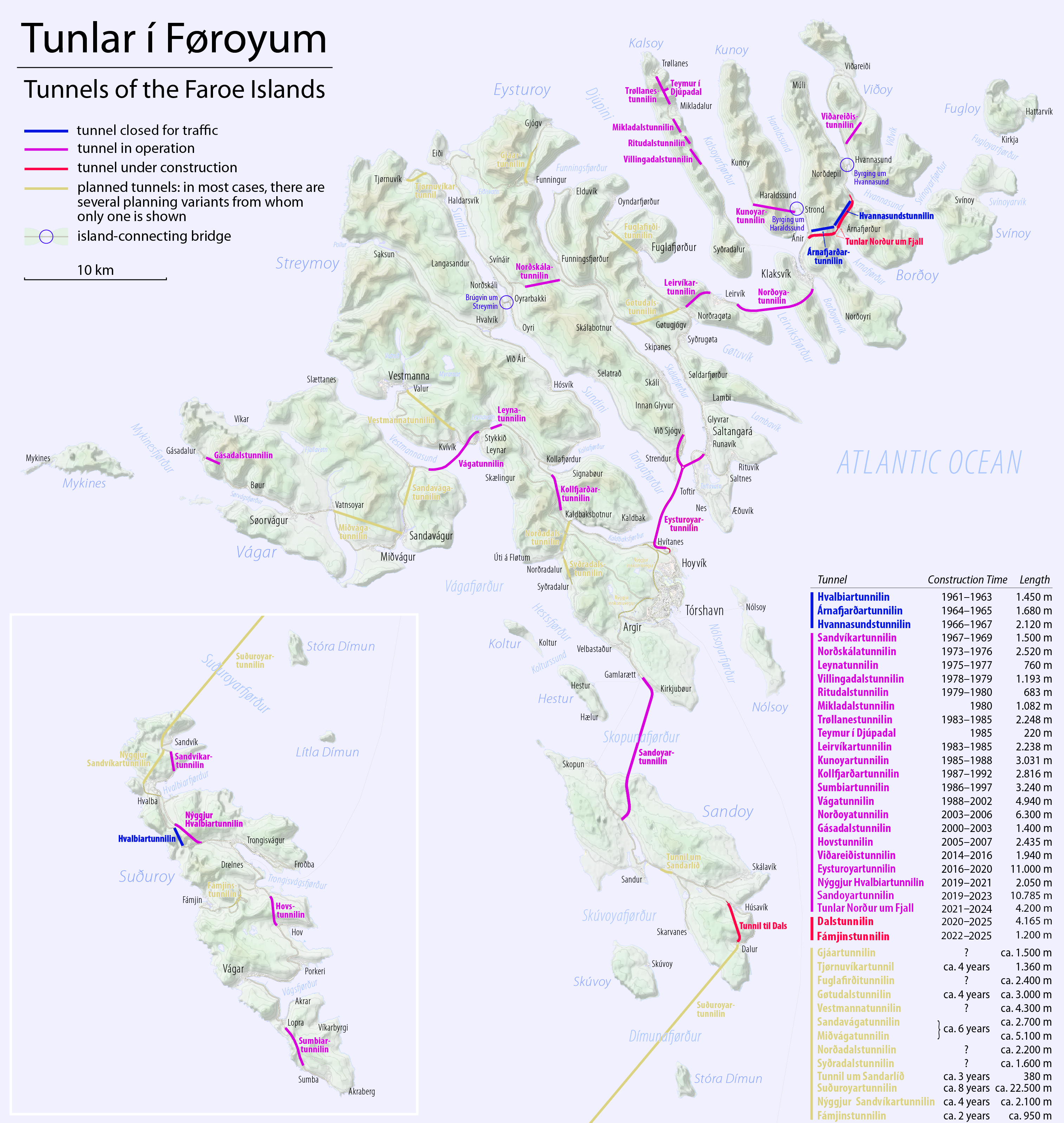
Carte des tunnels féroïens.

## Spécifications
Le tunnel est à double voie et constitué de trois branches réunies par un rond-point sous-marin. Ce rond-point est à 2,2 km de celui de Rókini, à 1,7 km de celui de Strendur, et à 7,5 kilomètres de celui de Hvítanes. Avec 11 250 mètres de route sous-marine, c'est en 2019 le plus long tunnel routier sous-marin du monde. Le point le plus bas du tunnel est à 187 mètres sous la surface.

## Tunnel à péage
Le tunnel sera remboursé grâce aux péages. L'expérience du tunnel de Vágar et du Norðoyatunnilin démontre que la circulation dans les tunnels est plus importante que prévu et le nombre croissant de véhicules assure un financement stable,,.

## Impact
Il permet de réduire considérablement les temps de trajet vers la capitale. Le tunnel raccourcit la distance entre Tórshavn et Runavík/Strendur de 55 kilomètres à 17 km, la durée de trajet passant de 64 minutes à 16 minutes. Le temps de trajet entre Tórshavn et Klaksvík passe lui de 68 minutes à 36 minutes.